# Mezoproterozoik
Mezoproterozoik
W sensie geochronologicznym: druga era proterozoiku, trwająca od 1,6 do 1,0 mld lat temu. Dzieli się na 3 okresy: kalim, ektas i sten.
W sensie chronostratygraficznym: środkowy eratem proterozoiku, dzielący się na trzy systemy: kalim, ektas i sten.
Podział ten opiera się na datowaniu izotopowym wieku skał.

## Środowisko
Zapis kopalny wskazuje na długotrwałą stabilność środowiska w tej erze. Paleoproterozoiczny wzrost stężenia tlenu w atmosferze wyhamował, a warunki w oceanach ponownie stały się redukujące, nie utleniające, jak obecnie. Organizmy żywe reprezentowały głównie bakterie. Eukarionty, które pojawiły się w poprzedniej erze i przypuszczalnie utworzyły po raz pierwszy organizmy wielokomórkowe, w mezoproterozoiku stanowiły mniejszość w biosferze i nie pozostawiły wyraźnych, makroskopowych skamieniałości (możliwymi wyjątkami są Grypania spiralis i Horodyskia).

## Geologia
W mezoproterozoiku wystąpiły intensywne ruchy górotwórcze określane jako orogeneza grenwilska, związane z formowaniem superkontynentu Rodinii. Ok. 1 mld lat temu powstały złoża miedzi, kobaltu oraz uranu w dzisiejszej Zambii i Demokratycznej Republice Konga. W Polsce natomiast, na Suwalszczyźnie tworzyły się rudy żelaza i tytanu.